# 埤腳 (彰化縣)
埤腳，是臺灣彰化縣芳苑鄉的一個傳統地域名稱，位於該鄉中部偏西南地帶。相較於今日行政區，其範圍大致與五俊村相近。

## 歷史
台灣清治末期至日治初期，埤腳地區為一街庄，稱為「埤腳庄」，隸屬於深耕堡。該庄西北與溝仔墘庄，北與王功庄為鄰，東北及東與草湖庄為鄰，南邊為後藔庄，西南邊及西邊為番挖庄。
1901年（日治明治三十四年）11月，全台廢縣廳改設二十廳，該庄隸屬於彰化廳。1903年（明治三十六年）6月，該庄編入「番挖區」，隸屬於彰化廳。1909年（明治四十二年）10月，合併二十廳為十二廳，番挖區改隸屬於臺中廳。1920年（大正九年），廢廳、支廳、區、街庄（舊制）改設州、郡、街庄（新制）、大字，該庄改制為「埤腳」大字，隸屬於臺中州北斗郡沙山庄。
戰後沙山庄改制為沙山鄉，隸屬於臺中縣，大字亦改制為村。1946年2月，沙山鄉改名為芳苑鄉。1950年10月，中、彰、投分治，芳苑鄉改隸屬彰化縣。

## 聚落
本地區發展較早的聚落有頂埤腳、下埤腳、五條圳頭（五圳）等，在日治期初期的官方地圖上已有記載。

## 交通
省道台17線又稱「西部濱海公路」，是清水甲南至枋寮水底寮的幹道，大致以北北東—南南西走向經過本地區西部南側凸出部分的西北角。由該道路向北可前往福興、鹿港、線西、伸港等地，往南可前往芳苑市區、大城、麥寮、台西等地。
鄉道彰121線（民權路、芳草路、寮東路）是王功至路上厝的道路，大致以北北西—南南東走向由本地區北部邊界東側入境並於邊界處經鄉道彰121-1線終點路口，其後轉南南西再轉南到達五圳聚落，於聚落內轉東南東再轉南南西，至鄉道彰122線路口轉東南東與其共線，至寮東路路口轉南南西獨行，其後於本地區南部邊界東側出境。由該道路向北北西可前往王功並止於省道台17線舊線（芳漢路王功段）路口，向南南西可前往後寮、路上厝並止於鄉道彰157線、彰158線共線路口。
鄉道彰121-1線（民權路）是永興至五圳頭的道路，其東側端點位於本地區北部邊界東側的鄉道彰121線路口。由此向西微北沿邊界蜿蜒而行，出境後可前往溝子墘並止於省道台17線路口。
鄉道彰122線（芳草路）是埤腳至東口的道路，其西側端點位於本地區中部偏西南頂埤腳聚落西南郊的鄉道彰157線路口。由此向東蜿蜒而行，其後轉東北再轉北再轉東，至五圳聚落南側的鄉道彰121線左線路口轉東南東與其共線，經鄉道彰121線右線路口後獨行，出境後轉東再經轉多次直角可前往草湖地區的南原聚落、東口聚落並止於鄉道彰125線轉角路口。
鄉道彰157線（仁愛巷、中正路）是永興至魚寮的道路，大致以北北東—南南西走向由本地區北部邊界西側入境，至頂埤腳聚落南側經鄉道彰122線起點路口後轉南微西蜿蜒而行，經下埤腳聚落後出境。由該道路向北北東可前往溝子墘並止於鄉道彰121-1線路口，向南南西可前往沙山東端、頂廍子、路上厝、魚寮並止於縣道143號路口。

## 學校
- 民權國小